# Otiothops intortus
Otiothops intortus is een spinnensoort uit de familie Palpimanidae. De soort komt voor in Trinidad.